# Полісся (Мядельський район)
Полісся (біл. вёска Палесьсе) — село в складі Мядельського району Мінської області, Білорусь. Село підпорядковане Будславській сільській раді, розташоване в північній частині області.